# Боливија на Светском првенству у атлетици на отвореном 2022.
Боливија је учествовала на 18. Светском првенству у атлетици на отвореном 2022. одржаном у Јуџину  од 15. до 25. јула осамнаести пут, односно учествовала је на свим првенствима до данас. Репрезентацију Боливије представљао је 1 атлетичар која се такмичио у маратону.,
На овом првенству атлетичар Боливије није освојио ниједну медаљу, нити је остварио неки резултат.

## Учесници
Мушкарци:
- Хектор Гарибеј Флорес — Маратон

## Резултати

### Мушкарци
| Атлетичар             | Дисциплина | Лични рекорд | Квалификације | Квалификације | Полуфинале | Полуфинале | Финале   | Финале       | Детаљи |
| Атлетичар             | Дисциплина | Лични рекорд | Резултат      | Место         | Резултат   | Место      | Резултат | Место        | Детаљи |
| --------------------- | ---------- | ------------ | ------------- | ------------- | ---------- | ---------- | -------- | ------------ | ------ |
| Хектор Гарибеј Флорес | Маратон    | 2:09:08 НР   |               |               |            |            | 2:12:44  | 36 / 54 (63) |        |